# Le Lude (plaats)
Le Lude is een voormalige gemeente bij de oever van de Loir (niet te verwarren met de Loire) in het Franse departement Sarthe (regio Pays de la Loire) en telt 4201 inwoners (1999). De plaats maakte deel uit van het arrondissement La Flèche.
Op 1 januari 2018 is de gemeente samengevoegd met Dissé-sous-le-Lude tot de nieuwe gemeente (Commune nouvelle) Le Lude

## Geografie
De oppervlakte van Le Lude bedraagt 46,1 km², de bevolkingsdichtheid is 91,1 inwoners per km².
De onderstaande kaart toont de ligging van Le Lude (plaats) met de belangrijkste infrastructuur en aangrenzende gemeenten.

## Demografie
Onderstaande figuur toont het verloop van het inwonertal (bron: INSEE-tellingen).

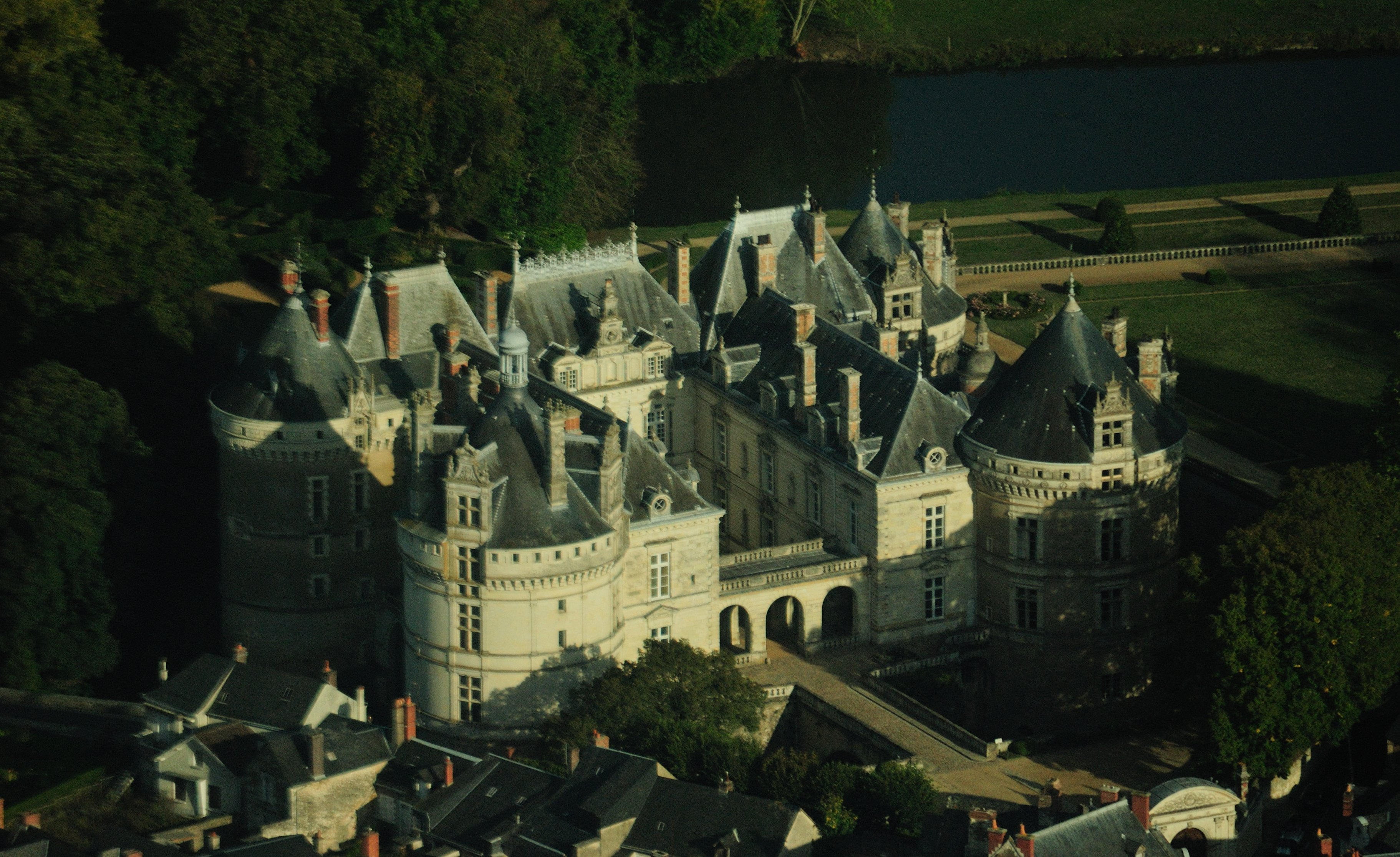
Kasteel van Le Lude

## Kasteel
Op het grondgebied van Le Lude bevindt zich een Renaissancekasteel, dat geklasseerd is als historisch monument en waarvan de bouwgeschiedenis teruggaat tot een burcht uit de tiende eeuw. Rondom het geheel liggen tuinen op verschillende niveaus.